# 장 크레티앵
장 크레티앵(프랑스어: Jean Chrétien, 문화어: 쟝 끄레띠앵, OM, CC, 1934년 1월 11일~)은 캐나다의 자유당 정치인이며 변호사와 장기적 하원 의원으로, 1993년부터 2003년까지 제20대 총리를 지냈다.
자신의 초기 정치 경력에서 크레티앵은 캐나다 권리 자유 헌장은 물론 캐나다 헌법의 추방을 협상하는 도움을 주었다. 총리로서 그는 30년 가까이 연방 정부를 그 첫 과잉으로 이끌었지만 그의 행정부는 또한 현대 최악의 정치적 스캔들을 일으킨 퀘벡주에서 비용이 드는 후원 프로그램의 사회를 보기도 하였다. 크레티앵 정부는 그가 이어서 일어난 미국의 이라크 전쟁 선포를 위하여 직접적인 성원을 마련하는 데 공공연하게 거부하였어도 코소보 전쟁 (1999년)과 아프가니스탄 전쟁 (2002년 시작)에 캐나다의 힘을 가하였다. 다수의 영예와 상의 수상자인 그는 몇몇의 국제 기구들이 평화, 민주주의와 다른 세계적 관심사들에 바치는 것에 연루되었다.
어록으로 "솔직히 말해 정치는 권력을 원하고,
얻고, 행사하고, 지키는 것일 뿐이다." (To be frank, politics is about wanting power, getting it, exercising it, and keeping it.)라는 말을 남긴 바 있다.

## 어린 시절과 교육
조제프 자크 장 크레티앵(프랑스어: Joséph Jacques Jean Chrétien)은 퀘벡주 셔위니건에서 19명의 자식들 중 18번째로 겸손한 가족에게 태어났다. 그의 부친 웰리 크레티앵은 제지 공장의 기계공이자 자유당의 결성자였다. 후에 "셔위니건에서 온 꼬마"로 자신을 묘사할 장은 학교에서 자신의 노여움과 싸움으로 알려졌다. 전기 작가 마틴 로런스의 〈Chrétien : The Will To Win〉 (1995년)에 의하면 크레티앵의 급우들 중의 하나가 자신의 악몽은 크레티앵에 의하여 주먹으로 맞았다는 것을 연보에 썼다고 한다. 친구 장 펠레티에에게는 크레티앵이 싸우는 자이며, 그가 이겨야 한다고 했다.
12세의 나이에 크레티앵은 자신의 얼굴의 한쪽이 부분적으로 불구가 된 것으로 남긴 벨마비의 발작을 겪었다. 그는 후에 자신의 입의 "양쪽에 큰 소리로 말하지 않은" 한명의 정치인이었다는 것을 알아차렸다. 견고한 자유주의 가족의 일원인 크레티앵은 이른 나이로 정치에 연루되어 아직도 어린이였던 동안 대집회들에 참석하고 정치적 팜플렛들을 배포하였다.
1957년 그는 자신의 정치 경력을 통하여 자신을 성원하고 조언할 알린 샤이네와 결혼하였다. 부부는 3명의 자식들 - 아들 위베르와 입양아 미셸, 그리고 지원 복무와 자선 행위로 2011년 캐나다 훈장을 수상한 딸 프랑스를 두었다. 1959년 크레티앵은 라발 대학교에서 법학 학위와 함께 졸업하고, 셔위니건에 있는 로펌에 가입하였다. 하지만, 그는 자신의 실행을 쌓으는 동안 정치적으로 활동에 남아있었다.

## 초기 정치 경력
1963년 크레티앵은 자유당원으로서 캐나다 하원으로 선거를 이겨 생모리스라플레슈의 선거구를 대표하였다. 그는 레스터 B. 피어슨 내각에서 무임소장관, 그러고나서 국세청 장관을 지냈으며, 1968년 당의 리더십을 위하여 미첼 샤프를 성원하였다. 피에르 트뤼도 총리 아래 그는 재무 위원회, 통상부 장관, 재무 장관, 법무 장관과 에너지부 장관과 원주민 정세국을 포함한 다수의 다른 장관직을 차지하였다. 1970년 경에 크레티앵이 왕립 원주민 북부 개발 장관이었을 때 그와 알린 여사는 이누빅 고아원으로부터 자신들의 아들 미셸을 입양하였다.

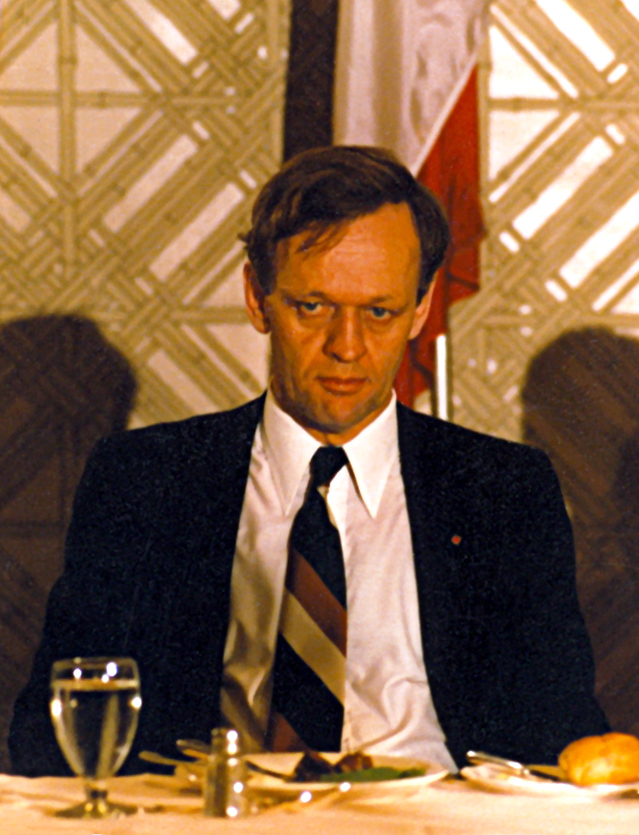
법무 장관 시절 (1980년)

강하고 감정적인 연설자인 크레티앵은 퀘벡주의 내부와 외부 양쪽에서 숙고적인 인기를 즐겼다. 1977년 프랑스계 캐나다인 처음으로 재무 장관이 되었으며, 어려운 경제 상황을 자극하기 위하여 감세를 실시하였으나 불경기는 계속되었다. 법무 장관 (1980 ~ 82)으로서 그는 1980년 5월 퀘벡주 국민투표에서 연방주의의 권력들을 지도하였으며, 그러고나서 캐나다 헌법의 추방과 권리 자유 헌장의 제정을 위하여 연방 정부의 전략을 안출하고 이행하는 도움을 주었다.
영어와 프랑스어에서 상냥한 스타일을 이용한 그는 자신의 관중들과 함께 관계를 창조할 수 있었다. 그가 1984년 자유당 지도권 선거 운동에서 존 터너에게 밀려 2위를 할 때 자신의 관중들과 그의 설득력 있고 매력적인 말하는 스타일, 강한 신분 증명과 정치적 결성자로서 실력들이 상세하게 증명되었다. 터너 총리 아래 부총리를 지낸 크레티앵은 이어진 선거에서 자신의 의석을 유지하였으나 대립에서 반항적이었다. 터너의 지도권이 1986년 자유당 집회에서 확증되면서 크레티앵은 캐나다 하원에서 자신의 의석을 사임하고, 법률의 개인적 실행을 차지하였다. 이 시간을 둘러싸 그는 빠르게 베스트셀러가 된 자신의 저서 〈Straight from the Heart〉 (1985년)를 펴내기도 하였다.

## 자유당 당수
1990년 보수당에 의하여 2번째 패배 후에 존 터너는 지도권을 사임하였다. 이때 크레티앵은 폴 마틴을 꺾고 자유당 지도권을 이기는 데 성공하였고 캐나다 하원으로 복귀하여 뉴브런즈윅주 보세주르의 선거구를 대표하였다.
크레티앵은 조직이 문란하고 거의 파산에 이른 정당을 상속받았다. 더우기 1992년 샬럿타운 헌법 협정의 실패가 주에서 주권을 위한 요구들로 공헌한 동안 1990년 미치레이크 협정으로 그의 반대가 퀘벡주의 국수주의자들 중에서 그를 성원하는 비용을 들였다.
하지만, 그의 당은 1993년 10월 선거를 위하여 잘 준비되었다. 크레티앵은 거의 완벽한 선거 운동을 운영하여 직업 창조의 논점에 목표를 두고, 자신이 이전의 자유당 정부들의 사치들을 다 써버리는 데 복귀를 특정을 지으려고 한 효과적으로 비판들을 응답한 상세한 연설문을 발표하였다. 크레티앵은 자신의 생모리스의 옛 선거구를 되찾고, 퀘벡 블록의 맹습의 형세에 퀘벡주에서 19개의 의석들을 이기는 데 처리하였다.
캐나다의 딴 곳에서 자유당이 명확한 다수 (전체 177개의 의석)를 이기면서 선거 운동은 승리였다. 10월 25일 선거에 이어 잠시의 이행 후, 크레티앵은 캐나다의 20대 총리로서 선서되었다. 151개에서 2개의 의석들로 떨어진 킴 캠벨 아래 보수당의 완전한 붕괴와 신민주당의 무너짐과 함께 크레티앵의 자유당은 개혁당과 퀘벡 블록에 의하여 대표된 지방적 봉쇄들을 향하는 데 캐나다 하원에서 남은 단 하나의 국가 정당이었다.

## 총리 재임 1기 (1993 ~ 97)

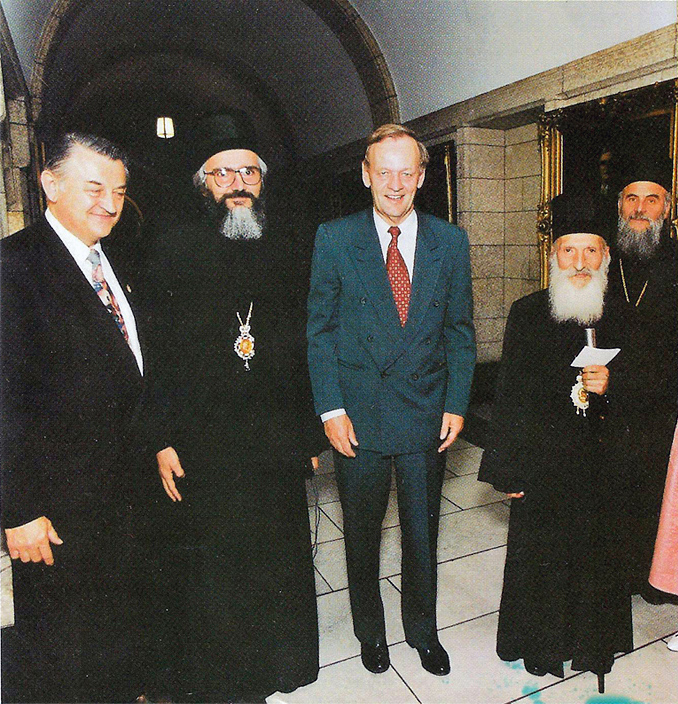
세르비아 정교회의 주교와 총대주교들과 함께 (1994년)

크레티앵 정부는 어려운 유산을 물려받았으며 동시에 그 일은 통치된 시기에서 운이 좋았다. 1993년에 캐나다는 높은 세금들, 높인 국가의 빚과 심상치 않은 해마다 부족액을 가졌다. 크레티앵은 지방들에 보조금들을 포함한 연방 프로그램들을 삭감하거나 제한시키고, 자신의 정부의 주요 우선권들로서 부족액을 삭제하는 데어려운 선택을 만들었다. 자유당원들은 크레티앵이 한번 폐지하기로 약속한 인기없는 부가가치세를 유지하기도 하였다. 다행이도 경제 상태들은 좋았고, 세입들이 올라가 1998년 30년 가까이 캐나다의 첫 과잉을 용납하였다.
자유당의 예산 삭감들의 악의에서 크레티앵과 그의 재무 장관 폴 마틴은 혼란에 남아있던 정치적 반대로 비교에서 높은 공공적 찬성을 즐겼다.
퀘벡 독립운동에서 영구한 논쟁으로 올 때 크레티앵은 얼마간 적은 행운이었다. 1995년 10월 퀘벡 국민투표에서 텅빈 승리와 함께 파진 연방주의 권력들과 선거 운동에서 크레티앵의 역할은 심하게 비판을 받았다.

### 서식스 드라이브 24번지에 침입
퀘벡 국민투표가 있은지 얼마 후, 무장 침입자가 서식스 드라이브 24번지에 있는 총리 관저로 들어가 침입하였다. 그의 이후의 재판에서 자세히 말하면서 정신 분열증을 겪은 앙드레 달레르는 총리를 죽이고 투표 결과들을 복수하는 데 자신을 지시하는 목소리들을 들었다. 울타리를 기어 올라간 후, 그는 창문을 깨고 저택으로 들어갔다. 소리에 의하여 잠이 깬 알린 여사는 조사하러 나갔고, 침실문의 겨우 외부에서 달레리에 의하여 직면되었다. 침실로 후퇴하고 문을 잠근 후, 그녀는 남편을 깨워 왕립 캐나다 기마경찰 안전 팀에 전화를 걸었다. 크레티앵은 자신을 방어하는 데 옆에 있던 탁자로부터 아비의 이누이트 조각을 집었다. 하지만 달레르는 침실로 들어가는 데 전혀 시도하지 않다가 결국 왕립 캐나다 기마경찰에 의하여 체포되었다. 그는 후에 살인을 시도한 것으로 유죄 판결을 받았으나 범죄적으로 책임으로 붙들어지지 않았다.

### 후원 프로그램
퀘벡 국민투표의 결과들은 크레티앵의 고향 주에서 그의 인기가 제한되었다고 명확히 밝혀졌다. 크레티앵은 목표물이 된 광고 프로그램을 통하여 캐나다와 퀘벡주 연방 정부 둘다의 자세를 들어올리는 데 꾸며진 잘못 생각되고 크게 비밀적 "후원" 프로그램을 통하여 상황을 개선하는 데 노력하였다. 하지만 프로그램은 대신 연방주의를 위하여 성원을 창조하는 데 약간 일을 한 수백만 달러의 스캔들로 변하였다. 글로브 앤드 메일 센터에서 폭로들이 왕립 캐나다 기마경찰의 조사, 그리고 자유당의 친구다운 광고 상회들을 풍부하게 하고, 연방 자유당의 퀘벡파로 정치 헌금들과 선거 운동 기금들을 마련하는 데 이용되어 온 공공 자금을 찾아낸 높은 고머리 조사국을 포함한 조사들의 일련들을 자극하였다. 2005년 크레티앵은 고머리 조사국을 입증하였고, 자신이 스캔들에 개인적으로 관련되지 않았어도 정세는 그의 후임자 폴 마틴을 정치적으로 곤란하게 하고, 다가올 세월을 위하여 퀘벡주에서 자유당 브랜드를 오염시키려고 하였다.

### 팀 캐나다
외교 정책에서 자유당원들은 크레티앵의 첫 재임 기간 동안 전부의 위에 경제적 외교를 강조하였고, 크레티앵 자신은 다양한 국가들과 지방들로 높게 공표된 "팀 캐나다" 사절 임무들의 일련을 지도하였다. 사진 기회들과 유리한 매체들에 의하면 비판들이 무역의 목적을 위하여 중화인민공화국과 인도네시아를 포함한 국가들에서 인권 침해를 간과하면서 비판들이 정부를 고발하였어도 이것들은 승리들로 지내왔을 것이다. 이 무역 사절들의 장기간 경제 이익들도 또한 토론되어 왔다. 캐나다-미국간의 관계들에서 크레티앵은 빌 클린턴 대통령과의 대중들의 시선을 받지 못하지만 분명히 성심 성의의 관계를 설립하였다.

## 총리 재임 2기 (1997 ~ 2000)

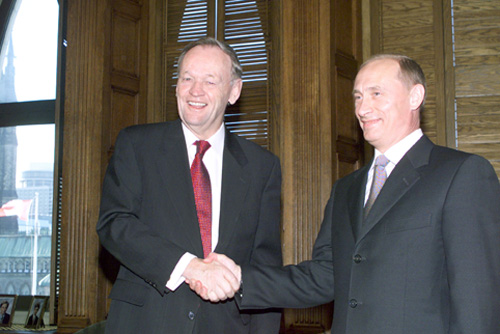
캐나다를 방문한 블라디미르 푸틴 러시아 대통령과 함께 (2000년)

1997년 크레티앵은 6월 2일을 위하여 연방 선거를 불렀다. 야당들은 산산조각이 되고 인상적이 아니었으며, 자신들의 호소에서 국내적으로 보다는 지방적이었다. 결과로서 크레티앵은 작지만 301개의 의석 중 155개의 유용한 다수와 함께 선거를 이겼다. 그 2번째 기간에서 크레티앵 정부는 아시아에서 경제적 위기들과 유럽에서 부진한 경제에 불구하고, 지속적으로 번영으로부터 이익을 얻었다. 새 장관 로이드 액스워디와 함께 그 외교 정책은 인권의 논쟁들을 향한 중요성을 돌리는 데 나타났다. 논리적인 결과로서 캐나다는 1999년 나토의 코소보 전쟁에서 참전국이었다.
경제가 계획대로 진행되고, 그의 재무 장관 폴 마틴이 넓게 감탄하면서 1999년 말기에 아무 주요 행정적 혹은 정책 문제들이 나타나지 않았다. 자유당으로 가장 알기 쉬운 위협은 보수당원들의 나머지를 흡수하면서 개혁당이 자신을 개주하는 데 시도하고 있었던 우파로부터 왔다. "우파로 단결" 운동이 2000년 초순 "캐나다동맹"의 형성에서 실현했다. 캐나다동맹은 즉시 새롭고 경험이 없는 당수 스톡웰 데이를 선출하였다. 크레티앵은 정치적 기회를 보아 빼앗으면서 열정이 없는 자유당에 총선을 강요하였다.
그러나 만약 순위와 파일의 자유당원들이 주저한다면 캐나다동맹과 당수 데이가 비참하게 준비되지 않았다. 11월 27일 크레티앵은 172개의 의석과 투표의 가까운 41 퍼센트와 함께 3연속 다수를 확보하였다. 무엇보다도 크레티앵의 전망의 요점으로부터 자유당원들은 인기있는 선거에 의하여 처음으로 퀘벡주에서 퀘벡 블록을 따라가 앞질렀다.

## 총리 재임 3기 (2000 ~ 03)

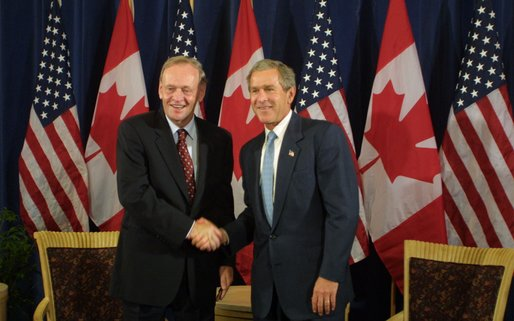
2002년 양자 회의가 열리기 전 조지 W. 부시 미국 대통령과 악수하는 크레티앵 총리

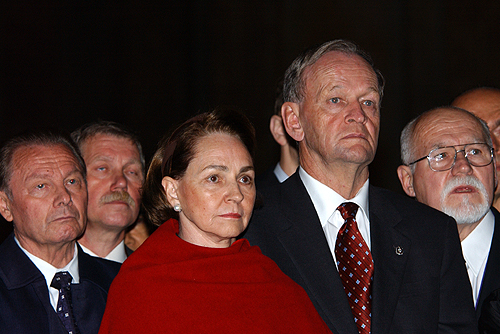
상트페테르부르크 300 주년 축제에서 부인 알린 여사와 함께 (2003년 5월 30일)

크레티앵의 재임 3기 동안 주요 문제는 미국과 관계들이었다. 평화로운 1990년대가 아무 거대한 문제를 취하지 않은 동안 사실로 그 수출품들을 위하여 미국 시장에 캐나다는 압도적으로 의존국이었다. 하지만 2001년 9월 미국이 무장 이슬람주의 단체 알카에다와 관련된 테러리스트들로부터 공격을 받을 때 미국 국경들의 안정이 제2차 세계 대전 이래 처음으로 심각한 논쟁이 되었다. 정통적으로 캐나다인들과 특히 크레티앵은 미국을 성원하였으나 게을리하고 자금이 부족했던 10년간의 세월은 캐나다를 약한 군대와 사태로 응답하는 데 제한된 사원들과 함께 남겼다. 캐나다는 2002년 초순에 시작된 아프가니스탄에서 미국의 전쟁으로 군인들을 보냈으나 크레티앵은 이어서 이라크 전쟁에서 직접 참전하는 것을 거부하여 캐나다가 유엔 안전 보장 이사회에 의한 허가 없이 참전하지 않을 것이라고 설명하였다.
이라크에 크레티앵의 의존은 캐나다 (특히 퀘벡)에서 막대하게 인기를 증명하였으나 재무 장관 폴 마틴의 후원자들이 크레티앵의 수행원들을 줄인 것에 성공한 그의 당에서 오르는 불만으로부터 그를 구할 수 없었다. 크레티앵은 결국 자신이 자유당의 당수로서 물러갈 것을 선언하였다. 그의 마지막 공식적 활동은 2003년 11월 토론토에서 자유당 전당 대회에서 화려한 연설을 하는 것이었으며 이어진 달에 그는 총리로서 사임하였다. 자유당의 새 당수 폴 마틴이 12월 12일 즉시 총리로서 크레티앵을 대체하였다.

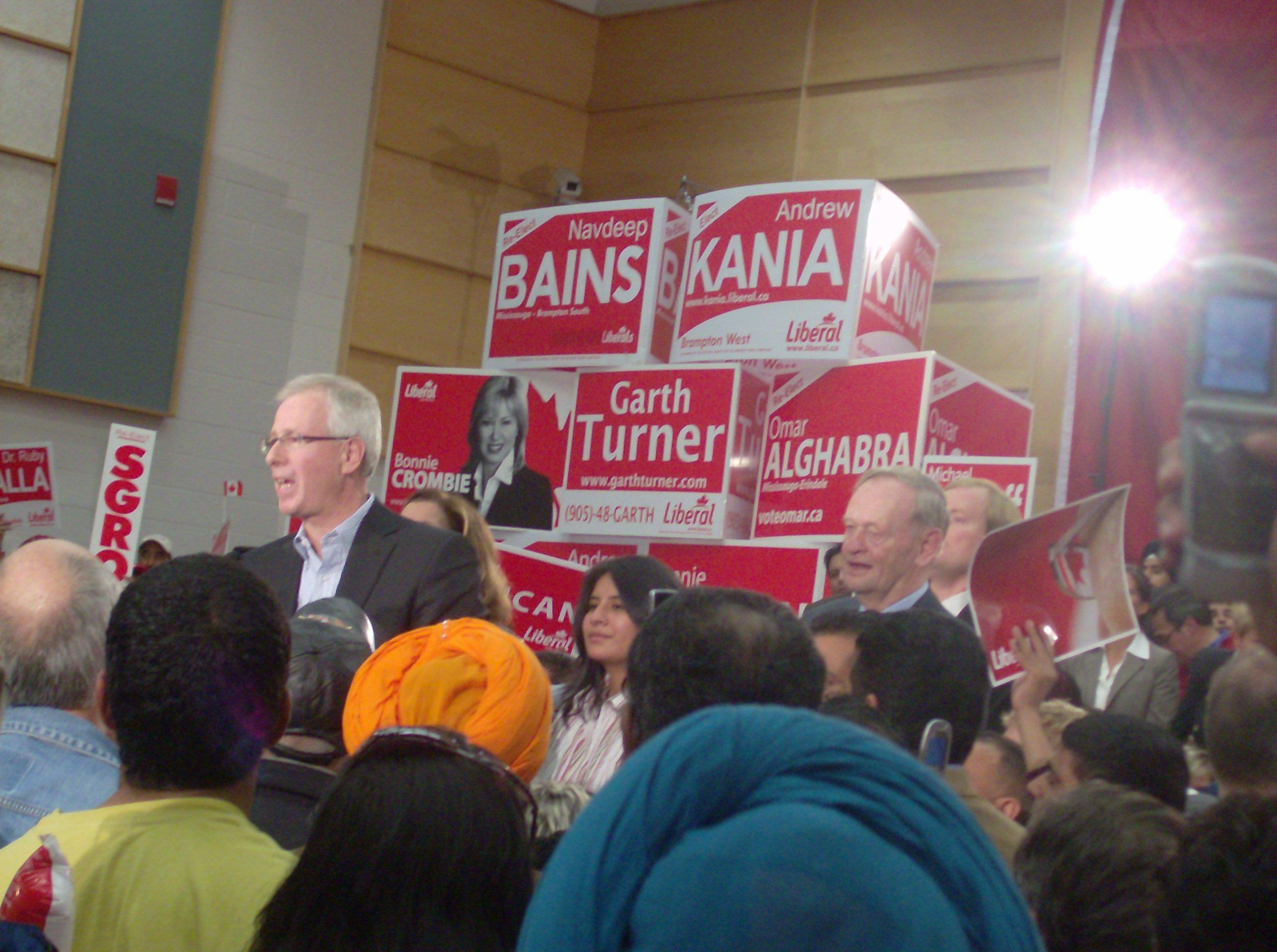
브램턴웨스트 선거구에서 스테판 디옹이 연설하는 동안 크레티앵 전 총리는 대집회에서 두드러진 자유당원들 주에 있었고, 퇴임 이래 아무를 위하여 그의 첫 선거 운동이었다. (2008년 10월 10일)

## 퇴임 후
정치적 인생으로부터 퇴임한 후, 크레티앵은 히넌 블레이키 LLP 로펌을 위한 상담자가 되었다. 2014년 2월 히넌 블레이키의 붕괴 후, 그는 상담자로서 덴턴스 캐나다 로펌에 가입하였다.
크레티앵은 또한 만약 공식적 근거에 있지 않다면 정치에서 연루되는 데 남아있기도 하였다. 2008년 그와 전 신민주당 당수 에드 브로드벤트는 스티븐 하퍼가 이끄는 존재하는 보수당 정부를 축출하는 데 자유당과 신민주당 사이에 연정 동의서를 형성하는 데 일하였다. 하퍼는 의회를 정회하는 데 처리하였지만 비 신뢰의 제의를 내는 연정의 수고들을 정지하였다. 2013년 크레티앵은 공공적으로 하퍼의 외교 정책을 비판하여 다른 정부들 아래 국가의 국제적 지보에 관한 공공적 토론을 일으켰다.
퇴임 이래 크레티앵은 다수의 국제 기구들에서 연루되어 왔으며 그는 민주주의 정부들을 향하는 도전들에 조언하는 전직 총리와 대통령들의 단체 세계 지도권 동맹 - 마드리드 클럽의 회원이다. 그는 세계 평화로 봉납한 기구 시라크 재단 명예 위원회에 있기도 한다. 2008년 크레티앵은 지구촌 공동체를 향한 문제들의 실습적 해결들을 개발하고 추천하는 전직 국가와 정부 원수들의 기구 인터액션 카운실의 공동 의장이 되었다.

## 서훈
- 2007년 캐나다 훈장 컴패니언(CC)
- 2009년 오더 오브 메리트(Order of Merit, OM)

## 역대 선거 결과
| 선거명      | 직책명                              | 대수 | 정당          | 득표율 | 득표수   | 결과 | 당락                            |
| ----------- | ----------------------------------- | ---- | ------------- | ------ | -------- | ---- | ------------------------------- |
| 1963년 선거 | 하원의원 (생모리스 라플레슈 선거구) | 26대 | 캐나다 자유당 | 45.73% | 16,358표 | 1위  | 생모리스 라플레슈 하원의원 당선 |
| 1965년 선거 | 하원의원 (생모리스 라플레슈 선거구) | 27대 | 캐나다 자유당 | 44.15% | 14,395표 | 1위  | 생모리스 라플레슈 하원의원 당선 |
| 1968년 선거 | 하원의원 (생모리스 선거구)          | 28대 | 캐나다 자유당 | 44.52% | 13,895표 | 1위  | 생모리스 하원의원 당선          |
| 1972년 선거 | 하원의원 (생모리스 선거구)          | 29대 | 캐나다 자유당 | 56.66% | 19,840표 | 1위  | 생모리스 하원의원 당선          |
| 1974년 선거 | 하원의원 (생모리스 선거구)          | 30대 | 캐나다 자유당 | 65.26% | 20,465표 | 1위  | 생모리스 하원의원 당선          |
| 1979년 선거 | 하원의원 (생모리스 선거구)          | 31대 | 캐나다 자유당 | 71.06% | 27,243표 | 1위  | 생모리스 하원의원 당선          |
| 1980년 선거 | 하원의원 (생모리스 선거구)          | 32대 | 캐나다 자유당 | 76.70% | 27,356표 | 1위  | 생모리스 하원의원 당선          |
| 1984년 선거 | 하원의원 (생모리스 선거구)          | 33대 | 캐나다 자유당 | 58.88% | 24,050표 | 1위  | 생모리스 하원의원 당선          |
| 1990년 선거 | 하원의원 (부세주르 선거구)          | 34대 | 캐나다 자유당 | 51.46% | 17,332표 | 1위  | 부세주르 하원의원 당선          |
| 1993년 선거 | 하원의원 (생모리스 선거구)          | 35대 | 캐나다 자유당 | 54.06% | 25,200표 | 1위  | 생모리스 하원의원 당선          |
| 1997년 선거 | 하원의원 (생모리스 선거구)          | 36대 | 캐나다 자유당 | 47.30% | 22,266표 | 1위  | 생모리스 하원의원 당선          |
| 2000년 선거 | 하원의원 (생모리스 선거구)          | 37대 | 캐나다 자유당 | 54.07% | 23,345표 | 1위  | 생모리스 하원의원 당선          |